# Сантијаго де Чиле
Сантијаго де Чиле, (шп. Santiago de Chile), често називан само Сантијаго је главни град Републике Чиле и управно средиште истоименог метрополитенског региона. Његово шире градско подручје познато је под именом Гранд Сантијаго (срп. Велики Сантијаго).
Град је административни, привредни, културни и финансијски центар Републике у којем се налазе готово све владин институције, осим Националног конгреса Чилеа. Сантијаго је седиште Економске комисије ОУН за Латинску Америку и Карибе.
Иако се обично посматра као један велики град, Сантијаго није једна административна јединица, већ напротив, он је део територије од 37 општина, од којих 26 припадају градском подручју а 11 приградском. Већина општина налазе се у истоименој покрајини, док се неколико њих налази у провинцијама Чачабуко, Кордиљера, Маипо и Талаганте.
Сантијаго се отприлике простире између 33°26′16″S 70°39′01″W на просечној видини од 567 m.. Према подацима из 2002, конурбација се простирала на 641,4 km² на којој је живело 5.428.590 житеља, што је скоро 36% укупног становништва државе. Према подацима из исте године, Сантијаго је седми најнасељенији град Јужне Америке, а према неким статистикама, један је од 50 најмногољуднијих градских области на свету.
Сантијаго де Чиле сматра се другим најбољим градом за пословање у Латинској Америци. Почетком 2012. године, био је на трећем месту по конкурентности у односу на остале градове континента. Штавише, сматра се глобалним градом „класе алфа“, а са бруто друштвеним производом од 91.000 милиона америчких долара, колико је имао 2005. налази се на 53. месту у свету. Процењује се да ће он 2020. године износити 160.000 милиона. 
Сантијаго је трећи по величини јужноамерички град, након Монтевидеа и Буенос Ајреса, а пети по квалитету живота на континенту, а ниска стопа криминала сврстала је чилеанску престоницу на друго место најбезбеднијих градова Јужне Америке.
Основан је 12. фебруара 1541. године. Лежи на реци Мапочо у подножју Анда на висини од 500 до 700 m. 
Привредно је средиште Чилеа које учествује са 50% у целокупној индустријској производњи земље. Уз прехрамбену, металну, електротехничку, хемијску и дрвну индустрију и текстилну с конфекцијом, развијена је прерада коже, производња папира, стакла, грађевинског материјала. 
Сантијаго има два универзитета, војне академије, научне, уметничке и културне установе које му дају улогу прворазредног културног центра. Старо градско језгро у колонијалном стилу уништено је у честим земљотресима (посебно 1647. и 1730) а заменили су га облакодери, репрезентативни трговачки, стамбени и други објекти. 
Сантијаго је туристичко средиште и важан саобраћајни центар. Међународни аеродром годишње прими 6,5 милиона путника.
Овде се налази Гран торе Сантијаго.

## Географија

### Клима
| Клима (Сантијаго де Чиле)  | Клима (Сантијаго де Чиле) | Клима (Сантијаго де Чиле) | Клима (Сантијаго де Чиле) | Клима (Сантијаго де Чиле) | Клима (Сантијаго де Чиле) | Клима (Сантијаго де Чиле) | Клима (Сантијаго де Чиле) | Клима (Сантијаго де Чиле) | Клима (Сантијаго де Чиле) | Клима (Сантијаго де Чиле) | Клима (Сантијаго де Чиле) | Клима (Сантијаго де Чиле) | Клима (Сантијаго де Чиле) |
| Показатељ \ Месец          | .Јан.                     | .Феб.                     | .Мар.                     | .Апр.                     | .Мај.                     | .Јун.                     | .Јул.                     | .Авг.                     | .Сеп.                     | .Окт.                     | .Нов.                     | .Дец.                     | .Год.                     |
| -------------------------- | ------------------------- | ------------------------- | ------------------------- | ------------------------- | ------------------------- | ------------------------- | ------------------------- | ------------------------- | ------------------------- | ------------------------- | ------------------------- | ------------------------- | ------------------------- |
| Средњи максимум, °C (°F)   | 29 (84)                   | 28 (82)                   | 26 (79)                   | 22 (72)                   | 17 (63)                   | 14 (57)                   | 13 (55)                   | 16 (61)                   | 18 (64)                   | 21 (70)                   | 25 (77)                   | 27 (81)                   | 29 (84)                   |
| Просек, °C (°F)            | 20,0 (68)                 | 19,3 (66,7)               | 17,0 (62,6)               | 13,8 (56,8)               | 10,5 (50,9)               | 8,0 (46,4)                | 7,8 (46)                  | 9,1 (48,4)                | 11,3 (52,3)               | 13,8 (56,8)               | 16,6 (61,9)               | 19,1 (66,4)               | 13,9 (57)                 |
| Средњи минимум, °C (°F)    | 12 (54)                   | 11 (52)                   | 9 (48)                    | 7 (45)                    | 5 (41)                    | 3 (37)                    | 2 (36)                    | 3 (37)                    | 5 (41)                    | 7 (45)                    | 8 (46)                    | 10 (50)                   | 2 (36)                    |
| Количина падавина, mm (in) | 0 (0)                     | 0 (0)                     | 0 (0)                     | 10 (3,9)                  | 50 (19,7)                 | 70 (27,6)                 | 70 (27,6)                 | 50 (19,7)                 | 20 (7,9)                  | 10 (3,9)                  | 0 (0)                     | 0 (0)                     | 338,2 (133,15)            |
| [ тражи се извор ]         |                           |                           |                           |                           |                           |                           |                           |                           |                           |                           |                           |                           |                           |

## Административна подела
|  | Сантијаго        |
|  | Сериљос          |
|  | Серо Навија      |
|  | Кончали          |
|  | Ел Боске         |
|  | Естасјон Сентрал |
|  | Уечураба         |
|  | Индепенденсија   |
|  | Ла Систерна      |
|  | Ла Флорида       |
|  | Ла Гранха        |

|  | Ла Пинтана        |
|  | Ла Рејна          |
|  | Лас Кондес        |
|  | Ло Барнечеа       |
|  | Ло Еспехо         |
|  | Ло Прадо          |
|  | Макул             |
|  | Маипу             |
|  | Њуњоа             |
|  | Педро Агире Серда |
|  | Пењалолен         |

|  | Провиденсија |
|  | Пудавел      |
|  | Киликура     |
|  | Кинта Нормал |
|  | Реколета     |
|  | Ренка        |
|  | Сан Хоакин   |
|  | Сан Мигел    |
|  | Сан Рамон    |
|  | Витакура     |

|  | Падре Уртадо |
|  | Pirque       |

|  | Пуенте Алто  |
|  | San Bernardo |

|  | San José de Maipo |

## Градови побратими
- Анкара, Турска (2000)[5]
- Атина, Грчка (1969)[6]
- Буенос Ајрес, Аргентина (1992)[7]
- Гвајакил, Еквадор[8]
- Хефеј, Кина (2007)[9]
- Кијев, Украјина (1998)[10]
- Лангрео, Шпанија (2007)[тражи се извор]
- Мадрид, Шпанија (1991)[тражи се извор]
- Манила, Филипини[11]
- Мајами, САД[12]
- Минеаполис, САД (1961)[13]
- Монтреал, Канада (1997, «декларација о намерама»)[14]
- Пекинг, Кина (2007)[15]
- Пласенсија, Шпанија (2007)[16]
- Рига, Летонија[17]
- Сантијаго де Керетаро, Мексико (2008)[18]
- Сао Пауло, Бразил (1998)[19]

## Партнерски градови
- Пекинг
- Сао Пауло
- Мадрид
- Анкара
- Кијев
- Рига
- Минеаполис
- Сантијаго де Керетаро
- Ла Паз
- Манила
- Сан Хосе
- Буенос Ајрес
- Хефеј
- Гвајакил
- Атина
- Лангрео
- Пласенсија
- Мајами
- Мексико Сити
- Санто Доминго
- Santiago de Veraguas
- Тунис (1994, «Споразум о пријатељству»)[20]
- Париз (1997, «Споразум о пријатељству»)[21]